# Philippe Tournaire
Pour les articles homonymes, voir Tournaire.
 (juillet 2020).
Philippe Tournaire est un joaillier français, fondateur et dirigeant des magasins Tournaire situés à Paris, Lyon et Montbrison.

## Biographie
Fils d’un père électricien passionné de science et d’histoire, et d’une mère amatrice d’architecture et de musique, il apprend dès l’enfance à travailler la matière dans l’atelier paternel. Il se tourne à l’adolescence vers des études dans le domaine de l’électronique. Il décide ensuite de s'orienter vers la création de bijoux.
Son premier atelier se trouvait dans la cave de la petite maison familiale. Il y confectionne ses premières pièces durant près de 10 ans. En 1973, il démarre avec le statut de « Sculpteur sur métaux précieux : premier poinçon de responsabilité ». Il se dirige vers le travail des pierres précieuses et des métaux précieux.

## L’entreprise Tournaire

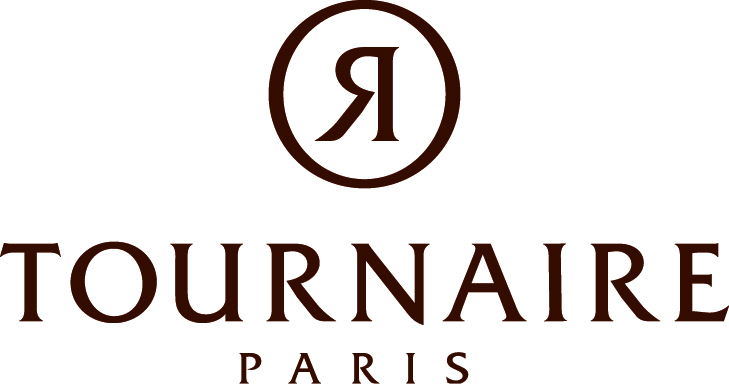
Logo de l'entreprise

La boutique de Montbrison ouvre en 1984. Elle est notamment décorée d'une demi-Jaguar qui fût découpée pour servir de présentoir à bijoux,. En 1989, année de son obtention du titre de « Maitre Artisan », il expose pour la première fois dans un salon d’art contemporain : le salon Ob’Art.
La boutique de Lyon, rue Édouard Herriot (maintenant rue Childebert, proche de la place des Jacobins), ouvre en 1999.
« Il fallait avoir confiance en son travail pour investir dans une autre ville [...] Ce qui a contribué à cette assurance et qui m'a aussi beaucoup appris, ce sont les salons », assure Philippe Tournaire qui devient une Maison de joaillerie reconnue,.
En 2004, il ouvre une troisième boutique place Vendôme, réputée pour être la plus grande place mondiale pour la joaillerie .
Il établit des collaborations avec de grandes marques comme avec les Skis Lacroix ou ST Dupont,.
En 2017, son fils Mathieu Tournaire prend la direction de l'entreprise, après l'avoir intégré en 2010 en tant que directeur artistique.
En 2022, Mathieu Tournaire succède à son père en prenant la présidence de la maison Tournaire. Cette même année il lance la marque de décoration "Tournaire Décor" 

## Collaborations
- L'application web « Design Your Ring » (personnalisation de bague en ligne via un éditeur visuel) en partenariat avec Dassault systèmes[11].
- En 2016 avec Rhums Clement, les deux Maisons réalisent ensemble la bouteille de rhum la plus chère existante. Une partie des fonds de la vente est reversée à l'association APIPD (Association Pour l’Information et la Prévention de la Drépanocytose)[12].
- Toujours en 2016, en collaboration avec Obut ils réalisent les boules de pétanque les plus chères jamais créées (100 000 €)[13].
- La réalisation des trophées de la fondation Positive Planet pour le festival de Cannes[14] de 2016 à 2019.
- Depuis 2019 une collaboration entre la marque Bic et Tournaire habille le stylo 4 couleurs[15].

## Les bijoux architecture
Philippe Tournaire poursuit la tradition des bagues « Architecture » avec son fils Mathieu Tournaire et réalise des bagues reproduisant des monuments de grandes villes.

## Titres et Labels
- Obtention du titre « Maître artisan d'art » (2007)[17]
- Tournaire reçoit le Label EPV (Entreprise du patrimoine vivant) (2010)[18],[19]
- Award du Meilleur Design » du magazine chinois de haute joaillerie « Bazaar Jewelry » (2011)[20]
- 1er prix dans la catégorie « Bijoux pour Homme » avec la bague « FREE » au Salon International de Baselworld (2011)[21]

- 1er prix du design et de l’innovation avec la bague « FRENCH KISS » au Salon international de Baselworld (2012)[22]
- Légion d'Honneur (2014)[23]
- La société est labellisée Entreprise du patrimoine vivant (2018)[24].